# Elsau
Elsau (toponimo tedesco) è un comune svizzero di 3 558 abitanti del Canton Zurigo, nel distretto di Winterthur.

## Storia
Nel 1922 ha inglobato il comune soppresso di Schottikon.

## Monumenti e luoghi d'interesse
- Chiesa riformata (già di San Giorgio), attestata dal 1254 e ricostruita nel 1515[1].

## Società

### Evoluzione demografica
L'evoluzione demografica è riportata nella seguente tabella:
Abitanti censiti

## Geografia antropica

### Frazioni

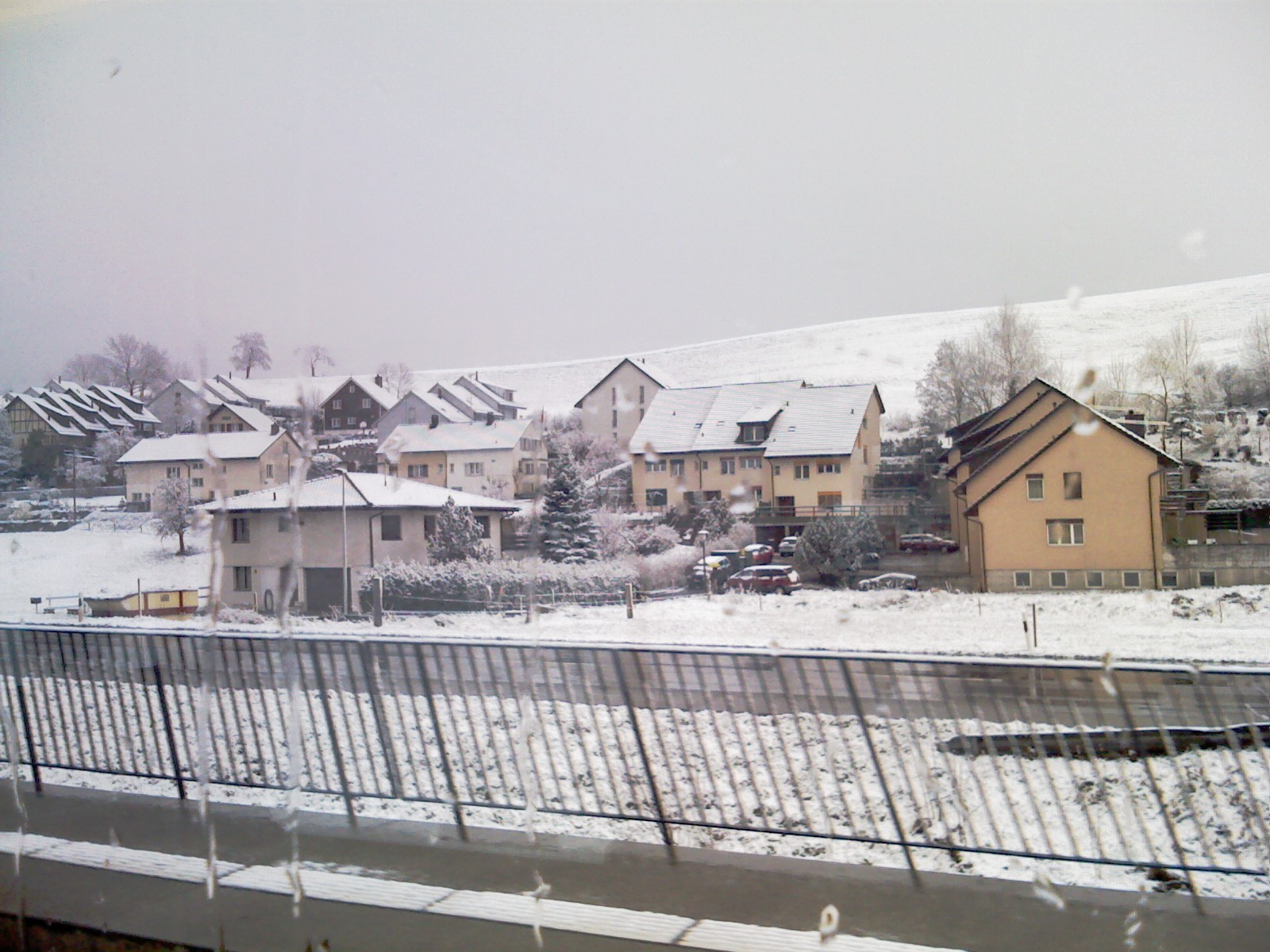
Schottikon

- Elsau
- Rümikon
- Räterschen
- Schottikon[3]
  - Oberschottikon
  - Unterschottikon

## Infrastrutture e trasporti

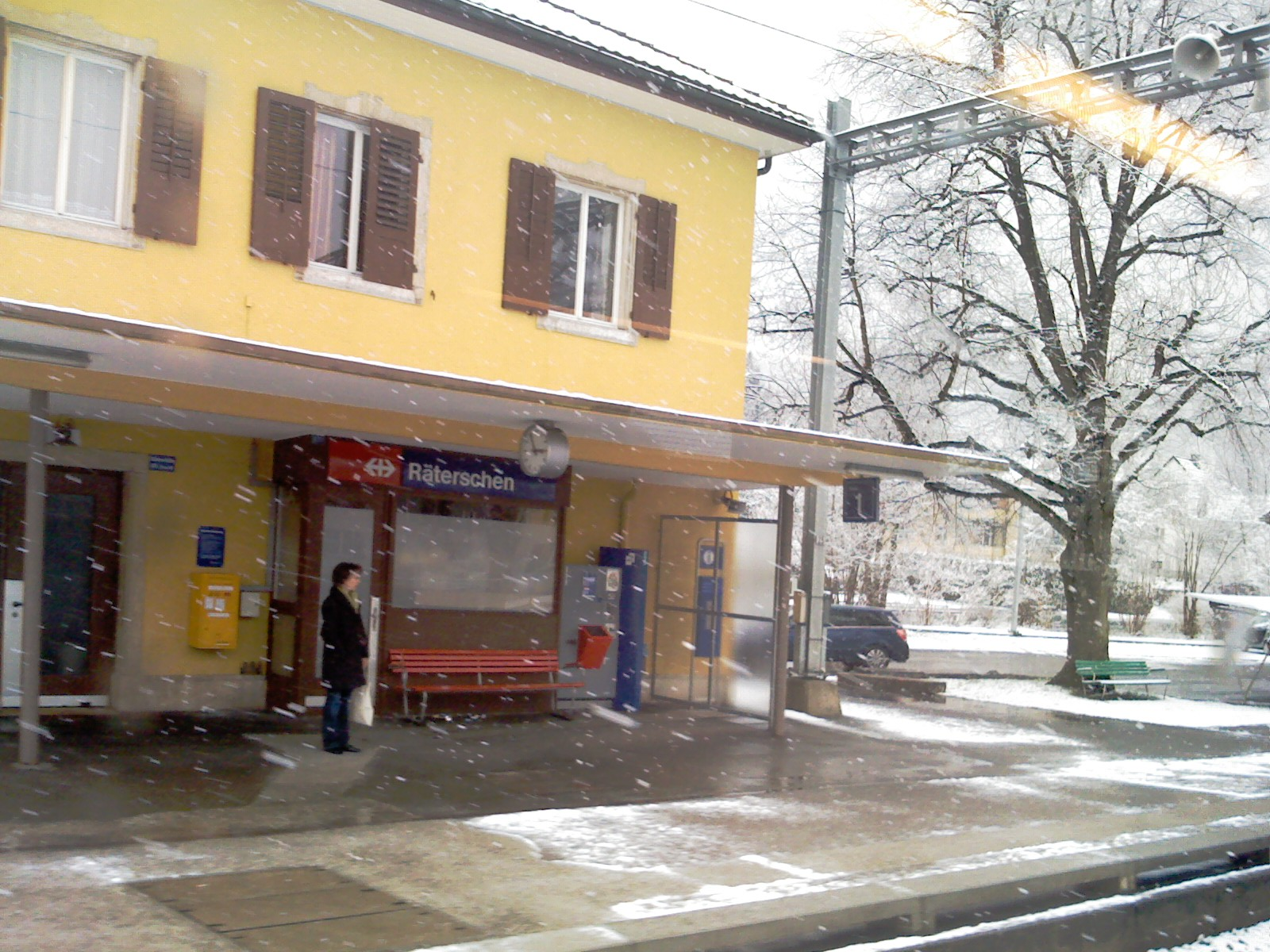
La stazione di Räterschen

Elsau è servito dalle stazioni di Räterschen e di Schottikon sulla ferrovia San Gallo-Winterthur (linee S12 e S35 della rete celere di Zurigo).

## Amministrazione
Ogni famiglia originaria del luogo fa parte del cosiddetto comune patriziale e ha la responsabilità della manutenzione di ogni bene ricadente all'interno dei confini del comune.